# Direktoriální forma vlády
Direktoriální forma vlády (nebo také Direktoriální republika) je ústavní systém, kde je země řízena kolegiem několika lidí, kteří společně vykonávají pravomoci podobné těm předsedy vlády nebo hlavy státu (v případě prezidentských republik). Tato forma vlády je typická především pro Švýcarsko (a v menší míře i San Marino), ostatně jeho politický systém je v současnosti jediným tohoto druhu v čisté podobě. Specifické pro tuto formu vlády je, že je založena především na přímé demokracii. Dalším specifickým znakem je, že vrcholný exekutivní orgán (v případě Švýcarska Federální rada), přesněji řečeno jeho jednotliví členové, je buď volen vrcholným orgánem legislativním (Federálního shromáždění obou komor) či přímo (v případě švýcarskych kantonů). To jej odlišuje jak od systému parlamentního, se kterým má řadu shodných znaků, tak od systému prezidentského.
Samotný termín pochází od francouzského Direktoria. V minulosti se však objevilo více států, které řídilo direktorium. Mezi nimi lze uvést i České země v době stavovského povstání. Dalšími zeměmi byla Jugoslávie po Titově smrti nebo Ukrajina v letech 1918–1920.